# Icem Surf
Icem Surf é um software, de modelagem 3D, especializado na geração, correção e análise das superfícies Classe A de um produto.